# Nowy Dzikowiec
Nowy Dzikowiec (deutsch Wildenthal) ist eine Ortschaft mit einem Schulzenamt der Gemeinde Dzikowiec im Powiat Kolbuszowski der Woiwodschaft Karpatenvorland in Polen.

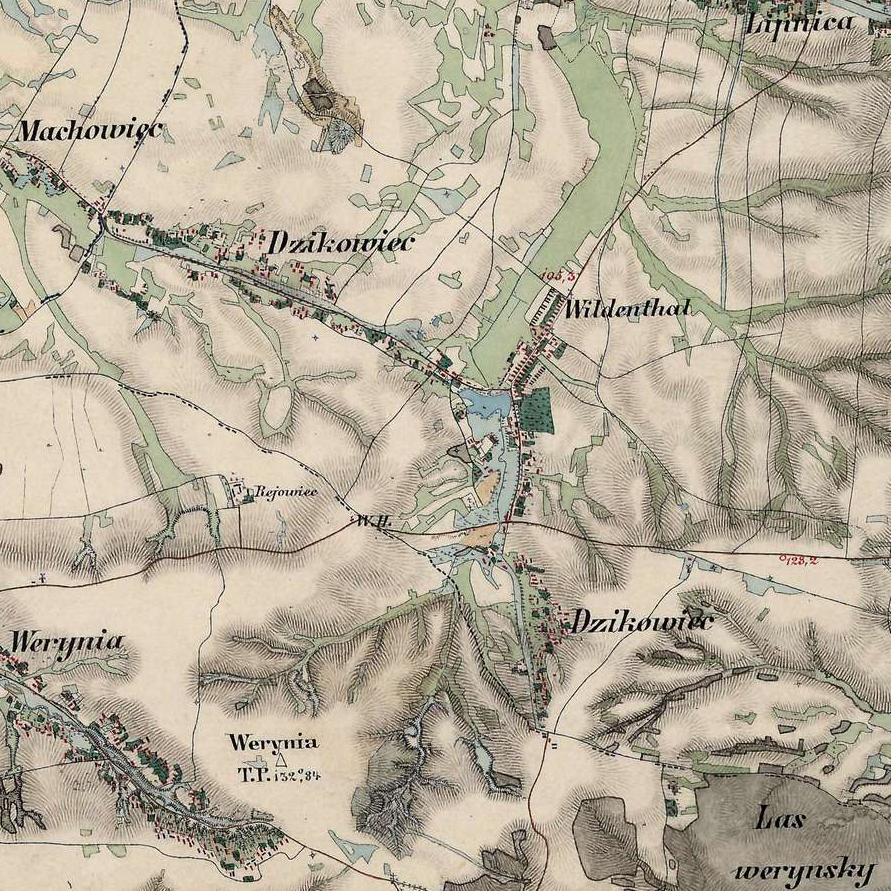
Dzikowiec und Wildenthal auf der Franziszeischen Landesaufnahme um die Mitte des 19. Jahrhunderts

## Geschichte
Bei der Ersten Teilung Polens kam Dzikowiec 1772 zum neuen Königreich Galizien und Lodomerien des habsburgischen Kaiserreichs (ab 1804).
Nowy Dzikowiec entstand im Jahre 1783 im Zuge der Josephinischen Kolonisation auf dem Grund des Dorfes Dzikowiec. 48 deutsche Familien katholischer Konfession wurden als Kolonisten angesiedelt. Die Kolonie wurde Wildenthal genannt (eine frei Übersetzung von Dzikowiec, dziki=Wild). Bis Ende des 19. Jahrhunderts wurden die Nachgeborenen der Kolonisten teilweise polonisiert. Im Jahre 1900 hatte die Gemeinde Wildenthal 47 Häuser mit 244 Einwohnern, davon 124 waren polnischsprachige, 120 deutschsprachige, 223 römisch-katholische, es gab 12 Juden und 9 anderen Glaubens.
1918, nach dem Ende des Ersten Weltkriegs und dem Zusammenbruch der k.u.k. Monarchie, kam Wildenthal zu Polen.
Im Jahre 1921 hatte die Gemeinde Wildenthal 50 Häuser mit 228 Einwohnern, davon 211 Polen, 17 Deutschen, 225 katholische, 3 Juden. Die polnische Staat begann erst im Jahr 1926 die deutschen Ortsnamen systematisch zu ändern.
Im Zweiten Weltkrieg gehörte es zum Generalgouvernement.
Von 1975 bis 1998 gehörte Nowy Dzikowiec zur Woiwodschaft Rzeszów.